# Приходько Борис Вікторович
Борис Вікторович Приходько (нар. 23 січня 1973, смт Лосинівка, Ніжинський район, Чернігівська область) — український фінансист, заступник Голови Національного банку України (з грудня 2012).
Народний депутат України 9-го скликання. Член Комітету Верховної Ради з питань економічного розвитку та депутатської групи «Довіра».

## Біографія
Закінчив Носівську середню школу № 1. Навчався на фінансово-економічному факультеті Київського національного економічного університету (1990—1994).
Працював у банківській сфері з 1993 року («Україна», «Хрещатик», «Ощадбанк»).
У 2008—2012 рр. — директор казначейства «Ощадбанку».
17 грудня 2012 року призначений першим заступником Голови Національного банку України. Державний службовець 3-го рангу (з січня 2013).
31 липня 2014 Борис Приходько був затриманий Генеральною прокуратурою України (ГПУ). За словами заступника генерального прокурора Миколи Герасимюка слідство встановило, що в лютому 2014 Приходько в змові з головою правління Аграрного фонду України та посадовими особами Брокбізнесбанку незаконно заволодів 2 млрд. 69 млн.грн. коштів Аграрного фонду. Розслідування проходило по статтям 191 («Привласнення, розтрата майна або заволодіння ним шляхом зловживання службовим становищем») і 209 («Легалізація (відмивання) доходів, одержаних злочинним шляхом») Кримінального кодексу.
1 серпня 2014 року суд обрав запобіжний захід для заступника голови Національного банку України Бориса Приходька у вигляді тримання під вартою і призначив заставу у розмірі 200 млн гривень.
11 серпня на брифінгу в Києві генеральний прокурор України Віталій Ярема заявив, що Борис Приходько встиг перевести виведені гроші в Європу.
22 жовтня 2014 року Національний банк України звільнив заступника голови Бориса Приходька в порядку люстрації.
10 липня 2015 року Генпрокуратура передала справу Приходька до суду.
28 січня 2016 року Окружний адміністративний суд Києва визнав незаконним наказ НБУ про звільнення Приходька, після чого НБУ оскаржив рішення суду, подавши апеляційну скаргу.
3 березня 2016 року Апеляційний суд Києва призупинив розгляд апеляції на скасування люстрації колишнього заступника голови Національного банку України Бориса Приходька.
У грудні 2024 року аграрій, Герой України Леонід Яковишин звинуватив Бориса Приходька у підготовці рейдерського захоплення його підприємства «Земля і воля». Приходько звинувачення відкинув.

## Позачергові вибори народних депутатів України 2019 року
В 2019 році Борис Приходько зареєструвався самовисуванцем по 210-му виборчому окрузі (м. Прилуки, Бобровицький, Козелецький, Прилуцький райони). На час виборів: радник ТОВ "Кредитна установа «Кредит-Комерц», проживає в м. Києві. Безпартійний.
Під час проведення виборчої кампанії фігурував у новинах про побиття журналістів та підкуп виборців. 21 липня, тобто в день виборів, в правоохоронні органи почали масово надходити звернення громадян про підкуп виборців під виборчими дільницями. Під виглядом екзит-полу, члени громадської організації «Прозора політика» вносили в планшет зі спеціальним програмним забезпеченням дані виборців, а також індивідуальний номер, який видавався напередодні разом із персональним запрошенням від команди Бориса Приходька. Впевнившись, що виборці точно прийшли на вибори і проголосували, члени цієї громадської організації обіцяли грошову винагороду за голос, відданий за Бориса Приходька. Наслідком звернень громадян стало масове вилучення планшетів і затримка інтерв'юерів представниками національної поліції. В той же день в мережі масово почали з'являтись відео очевидців, які стали свідками цієї схеми.
Після підрахування 100 % протоколів перемогу на 210-му виборчому окрузі здобув Сергій Коровченко, Борис Приходько посів друге місце, проте після судових позовів і перерахунку голосів Борис таки здобув перемогу в окрузі.

## Статки і бізнес
За 2019 рік задекларував готівки на 74 мільйони гривень.

### Бізнес-партнери
Серед бізнес-партнерів значилися Юрій Колобов і Давиденко Валерій. Обоє займали високі посади за Януковича і на них були відкриті кримінальні справи. Бориса Приходька звинувачували у присвоєнні 2 млрд грн. Справу так і не розкрили.